# Mondo Bizarro
Mondo Bizarro dvanaesti je studijski album od američkog punk rock sastava Ramones, koji izlazi u rujnu 1992.g. U sastav je došao novi basista Christopher Joseph Ward (C.J. Ramone), koji je zamijenio bivšeg člana Dee Dee Ramona. Mondo Bizarro je prvi Ramonesov studijski album u zadnje tri godine. Diskografska kuća Captain Oi! 10. kolovoza 2004., objavljuje reizdanje albuma s bonus skladbom "Spider-Man".
Skladba "Censorshit", koju je napisao Joey Ramone za rock i rep stilove, albumu se pojavljuje kao cenzurirani uzorak od PMRC (Parents Music Resource Center), organizacija iz Washingtona sastavljena od ženske populacije, koje je pratila izdanja diskografskih kuća i uvjetovala ih svojim standardima. Na ovu odluku reagirali su Ozzy Osbourne i Frank Zappa, te su skladbu zajedno s Joeyjom poslali na kućnu adresu Tipper Gore, koja je supruga bivšeg senatora Tennesseeja Al Gorea.
"Take It as It Comes" je cover skladba koja je originalni snimak sastav The Doors iz 1967.g. Cover skladba "Spider-Man" je tema iz originalne animirane serije Spider-Man. Razne verzije ovih covera kasnije su objavljenje na 'Ramonesovoj kompilaciji Saturday Morning iz 1995.g.
Bez obzira na to što Dee Dee Ramone ne sudjeluje na snimanju, na albumu se nalaze tri njegove skladbe "Poison Heart", "Main Man" i "Strength To Endure". Album objavljuje i dva singla "Poison Heart" u lipnju 1992. i "Strength To Endure" u listopadu.

## Popis pjesama
1. "Censorshit" (Joey Ramone) – 3:13
2. "The Job That Ate My Brain" (Marky Ramone, Skinny Bones) – 2:17
3. "Poison Heart" (Dee Dee Ramone, Daniel Rey) – 4:04
4. "Anxiety" (Marky Ramone, Skinny Bones) – 2:04
5. "Strength to Endure" (Dee Dee Ramone, Daniel Rey) – 2:59
6. "It's Gonna Be Alright" (Joey Ramone, Andy Shernoff) – 3:20
7. "Take It as It Comes" (Jim Morrison, John Densmore, Robby Krieger, Ray Manzarek) – 2:07
8. "Main Man" (Dee Dee Ramone, Daniel Rey) – 3:29
9. "Tomorrow She Goes Away" (Joey Ramone, Daniel Rey) – 2:41
10. "I Won't Let It Happen" (Joey Ramone, Andy Shernoff) – 2:22
11. "Cabbies on Crack" (Joey Ramone) – 3:01
12. "Heidi Is a Headcase" (Joey Ramone, Daniel Rey) – 2:57
13. "Touring" (Joey Ramone) – 2:51
14. "Spider-Man" (Bonus track)

## Izvođači
- Joey Ramone – prvi vokal
- Johnny Ramone – gitara
- C.J. Ramone – bas-gitara, prateći vokali
- Marky Ramone – bubnjevi

### Ostali izvođači
- Vernon Reid – gitarski solo u skladbi "Cabbies on Crack"

### Produkcija
- Bryce Goggin – asistent projekcije
- Joe Warda – asistent projekcije
- Gary Kurfirst – izvršni producent
- Greg Calbi – mastering
- Ed Stasium – miks, producent
- Paul Hamingson – projekcija
- Eugene Nastasi – asistent projekcije
- Garris Shipon – asistent projekcije
- George DuBose – art direkcija, fotografija, dizajn

## Top lista

### Album
| Godina | Top ljestvica     | Pozicija |
| ------ | ----------------- | -------- |
| 1992.  | The Billboard 200 | #190     |

### Singlovi
| Godina | Singl          | Top ljestvica      | Pozicija |
| ------ | -------------- | ------------------ | -------- |
| 1992.  | "Poison Heart" | Modern Rock Tracks | #6       |

## Vanjske poveznice
- discogs.com - Ramones - Mondo Bizarro